# Campionat de la República guatemalenc de futbol
El Campionat de la República guatemalenc de futbol fou una competició de Guatemala de futbol.

## Història
El campionat fou diputat entre els diversos campions de les lligues regionals. Es disputà fins a l'any 1941, desapareixent amb el naixement de la lliga guatemalenca de futbol.

## Historial
- 1931 Pensativo de Antigua Guatemala
- 1935 Pensativo de Antigua Guatemala
- 1936 Cibeles
- 1937 Quetzal
- 1938 Tipografía Nacional
- 1939 Municipal de Retalhuleu
- 1940 Tipografía Nacional
- 1941 Guatemala FC